# Niedernai
Niedernai (deutsch Niederehnheim, elsässisch Nedernaa) ist eine französische Gemeinde mit 1253 Einwohnern (Stand 1. Januar 2021) im Département Bas-Rhin in der Europäischen Gebietskörperschaft Elsass und in der Region Grand Est. Sie ist mit drei Delegierten in der Communauté de communes du Pays de Sainte-Odile vertreten.
Die Gemeinde liegt südöstlich vom Kantonshauptort Obernai (Oberehnheim) und hat einen eigenen Autobahnanschluss an der Autoroute A 35 (Autoroute des Cigognes).

## Bevölkerungsentwicklung
| Jahr | Einwohnerzahl |
| ---- | ------------- |
| 1962 | 636           |
| 1968 | 690           |
| 1975 | 799           |
| 1982 | 813           |
| 1990 | 942           |
| 1999 | 1238          |
| 2007 | 1244          |
| 2017 | 1270          |

## Sehenswürdigkeiten
In Niedernai stehen verschiedene historische Bauwerke wie Fachwerkhäuser, der ehemalige Bergfried (heute Glockenturm der Friedhofskapelle), das heutige Rathaus (Mairie) aus dem 17. Jahrhundert und die Kirche Saint-Maximin aus dem 19. Jahrhundert mit einem 67 Meter hohen Turm. In der Kirche befindet sich seit 1898 eine Orgel, deren Gehäuse von einer 1867 in Obernai abgebauten Orgel von Andreas Silbermann aus dem Jahre 1713 stammt. Die Orgel selbst stammt von dem Schweizer Orgelbauer Martin Rinkenbach (1834–1917), der sie 1898 in das historische Gehäuse einbaute. Das Niedernaier Schloss Château de Landsberg befindet sich in Privatbesitz; die neumittelalterliche Anlage aus den 1840er Jahren weist noch Reste vom im Dreißigjährigen Krieg 1634  durch die Schweden zerstörten Vorgängerschloss aus Mittelalter und Renaissance auf.

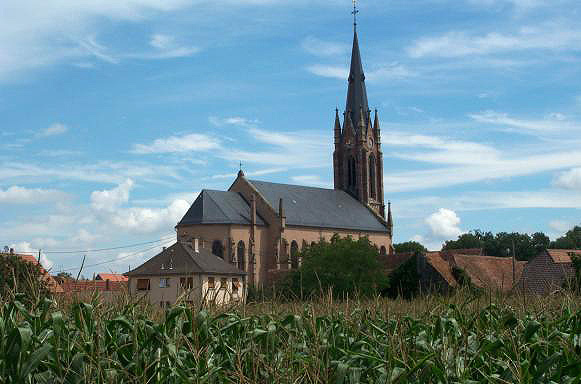
Kirche Saint-Maximin
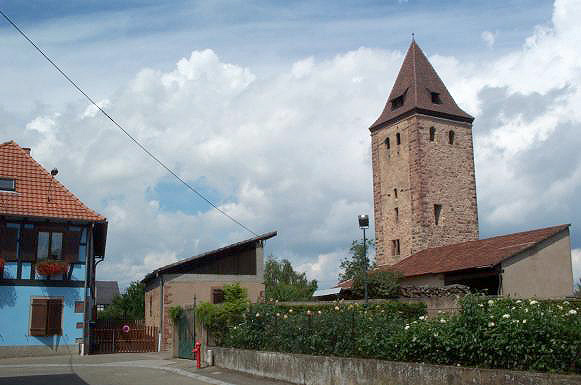
Bergfried
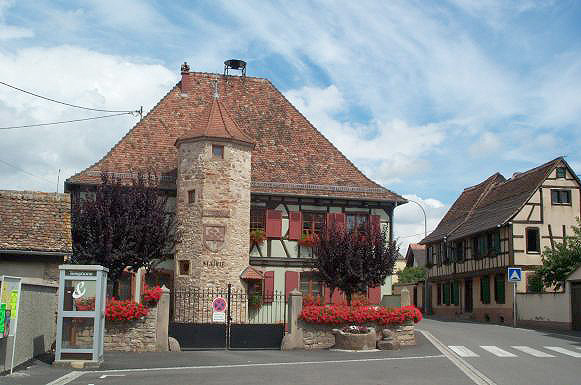
Mairie (Rathaus)

## Gemeindepartnerschaften
- Nordrach, Baden-Württemberg, Deutschland, seit dem 14. Mai 2000

## Persönlichkeiten
- Nathan Netter (1866–1959), Oberrabbiner und Landtagsabgeordneter